# Tsushima (illa)
Les illes Tsushima (japonès: 対馬, Tsushima) anomenat també, Daemado (Hangul: 대마도; Hanja: 对 马岛) pels coreans, són un arxipèlag situat a l'estret de Corea, entre el Japó i el continent. Històricament van formar part de la província japonesa de Tsushima. Actualment pertanyen a la Prefectura de Nagasaki.

## Demografia i Cultura
La població està composta en la seva majoria per japonesos, encara que també hi ha una minoria filipina i coreana.
La religió més practicada és el budisme, encara que també s'hi practica el xintoisme. Hi ha una petita comunitat cristiana, composta per coreans.

## Geografia
Està compost per dues illes principals, que són dividides per una profunda cala anomenada Aso (浅 茅 湾) i unides per una calçada. L'illa nord és anomenada Kamino-shima i l'illa sud Shimono-shima; els envolten a més tretze petites illes. Aquestes illes juntament amb la Província d'Iki conformen el Parc Quasi-Nacional d'Iki-Tsushima.
Les illes principals tenen dos turons: Mont Yatachi (矢 立 山, 649 metres) i Shira-dake (512 metres) a Shimono-shima. Kamino-shima té l'Ibeshi-yama (344 metres) i el Mi-take (487 metres).
La ciutat principal es troba localitzada a la ciutat Tsushima (abans Izuhara). Les illes són el territori japonès més proper a Corea, només a cinquanta quilòmetres de Busan.